# Mălureni (okręg Gałacz)
Mălureni – wieś w Rumunii, w okręgu Gałacz, w gminie Nicorești. W 2011 roku liczyła 199 mieszkańców.